# Lentienser
Die Lentienser (lateinisch: lentienses, heutige Bezeichnung: Linzgauer oder Linzgaubewohner) waren ein alamannischer Stamm nördlich des Lacus Brigantiae, des heutigen Bodensees, etwa auf dem Gebiet zwischen Donau im Norden, Iller im Osten und Bodensee im Süden. Der Stamm wird unter seinem Sondernamen nur von dem römischen Schriftsteller Ammianus Marcellinus (330–395) erwähnt.

## Überlieferung
Erstmals wurden sie von dem römischen Geschichtsschreiber Ammianus Marcellinus erwähnt, wonach sie im Jahre 355, im Auftrag Kaiser Constantius’ II. durch den Heermeister Arbitio für ihre wiederholten Einfälle in römisches Gebiet bestraft werden sollten. Dabei geriet Arbitio in der Nähe des Bodensees in einen Hinterhalt, jedoch gelang es ihm, weitere Angriffe abzuschlagen und die Lentienser in die Flucht zu schlagen.
Das zweite und letzte Mal werden sie im Jahre 378 genannt. Ein auf Heimaturlaub befindlicher Lentienser aus der kaiserlichen Leibgarde berichtete Zuhause, dass Kaiser Gratian mit seinen Truppen ostwärts ziehen wollte, um seinem Onkel Valens gegen die Goten zu helfen. Daraufhin sammelten die Lentienser eine Heerschar und zogen im Februar über den zugefrorenen Oberrhein auf römisches Territorium. Zunächst wurden die Lentienser zurückgeschlagen, aber bald darauf fielen sie, durch den Zuwachs anderer alamannischer Stämme, nach Angaben von Aurelius Victor in seiner Origo Gentis Romanae mit 30 – 40.000, und nach Ammianus Marcellinus sogar mit 70.000 Mann, aufs Neue in das römische Gebiet ein. Allerdings bezweifeln Historiker wie Dieter Geuenich Ammianus’ Angabe von 70.000 als übertrieben.
Als sie in das Elsass vorrückten, wurden sie jedoch in der Schlacht bei Argentovaria, nahe dem heutigen Oedenburg-Biesheim bei Neuf-Brisach, von den römischen Heerführern Mallobaudes und Nannienus geschlagen. Ihr König Priarius wurde dort getötet. Der Kaiser verfolgte die flüchtenden Lentienser darauf bis in ihr eigenes Land, wodurch sie sich genötigt sahen, den Römern die Lieferung von Hilfstruppen zu versprechen. Es sollte der letzte Feldzug sein, den ein römischer Kaiser in das rechtsrheinische Limesgebiet unternahm.
Seit diesen Erwähnungen verliert sich ihre literarische Spur; nur ihr Name, eine lateinische Ableitung aus dem keltischen Ortsnamen Lentia, ist in „Linzgau“ erhalten. Die Lentienser werden in den historischen Quellen als ein besonders kampfeslustiger Stamm bezeichnet. Ob die Lentienser sich selbst als solche bezeichneten, ist nicht bekannt.